# Лобженидзе, Юлия Александровна
Юлия Лобженидзе (укр. Лобженідзе Юлія Олександрівна; род. 23 августа 1977, Львов) — грузинская лучница, ранее выступавшая за Украину. Участница Олимпийских игр, призёр чемпионата мира, этапов Кубка мира, чемпионата Европы.

## Биография
Юлия Лобженидзе впервые поднялась на подиум международного турнира в женском командном зачете чемпионата мира в помещении в 2003 году под флагом Украины.
На первом этапе Европейского Гран-при 2003 года в Хорватии завоевала бронзовую медаль, уступив в полуфинале будущей чемпионке из Польши Ивоне Марцинкевич 106:109.
На чемпионате мира 2003 года в Нью-Йорке выбыла на стадии 1/8 финала, уступив будущей чемпионке Юн Ми Джин со счётом 159:164.
На чемпионате мира 2009 года в Ульсане Юлия вновь дошла до стадии 1/8 финала, победив Беатрис Кабреро из Испании и Хатуну Лориг из США, но затем японка Микиэ Каниэ со счётом 112:103 выбила из борьбы украинскую лучницу. Несмотря на четвёртый результат украинских лучниц в составе сборных, они уже в первом раунде уступили Белоруссии.
В 2013 году Юлия уже представляла сборную Грузии. На чемпионате мира в Белеке она показала 39-й результат в предварительном раунде, и в плей-офф победила румынку Симону Бэнчилэ и грузинку Хатуну Нариманидзе, но на стадии 1/16 финала уступила россиянке Инне Степановой. В командном турнире Юлия принимала участие в составе сборной Грузии, которая уступила Мексике в первом раунде.
На первых Европейских играх в Баку Лобженидзе в первом раунде победила в перестрелке датчанку Карину Розенвинге, а затем выбила из борьбы уже двукратную чемпионку этих Игр Наталью Валееву, при этом итальянская лучница была третьей сеяной. Тем не менее, в 1/8 финала сильнее грузинской лучницы оказалась испанка Алисия Марин, которая в итоге стала бронзовым призёром.
На чемпионате мира 2015 года в Копенгагене Юлия показала лишь 67-й результат в квалификационном раунде, но в плей-офф попала и сумела победить 46-ю сеяную Ариэль Джибиларо из США, но затем проиграла Юань Шуци со счётом 0:6
В 2016 году она вновь выиграла бронзу в женских командных соревнованиях по стрельбе из лука на чемпионате мира в закрытых помещениях, на этот раз под флагом Грузии.
Она представляла Грузию на летних Олимпийских играх в Рио в 2016 году в командных и индивидуальных соревнованиях по стрельбе из лука. В командных соревнованиях грузинские лучницы в составе Юлия Лобженидзе, Хатуна Нариманидзе и Кристина Эсебуа уступили в первом же раунде мексиканкам со счётом 0:6. В индивидуальном турнире Юлии также пришлось соревноваться с мексиканкой Алехандрой Валенсией, которой уступила 4:6 несмотря на два подряд выигранных сета в начале матча.